# Église catholique d'Allemagne sous le Troisième Reich

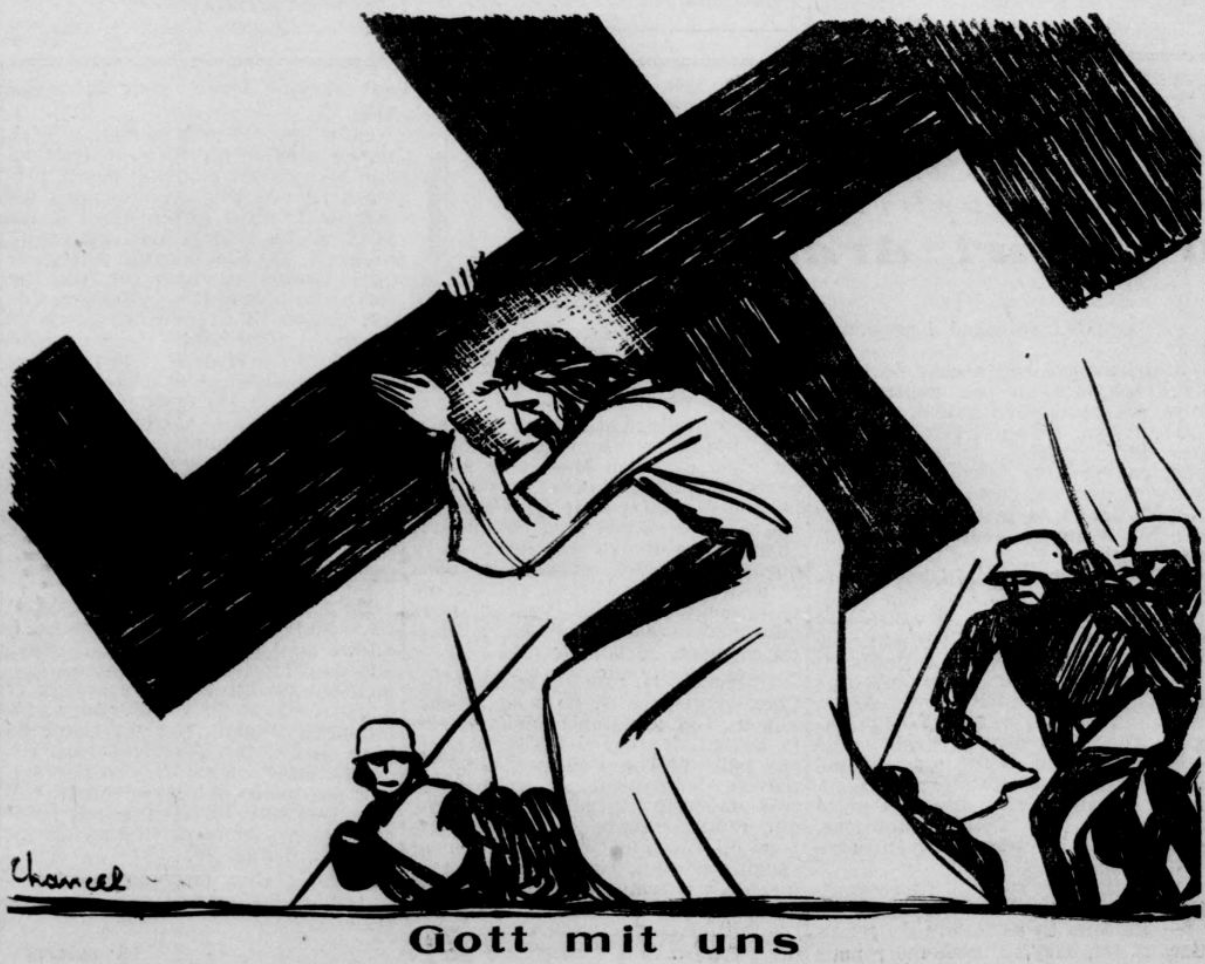
Caricature de Jésus Christ portant une croix gammée avec en légende la devise de l'Allemagne Gott Mit Uns (traduit de l'allemand Dieu avec nous) dans L'Ami du peuple du 7 août 1935.

L'Église catholique d'Allemagne durant la période nazie traite des relations entre l'Église catholique allemande — notamment le clergé — et le gouvernement nazi depuis la période qui précède l'arrivée au pouvoir du Parti national-socialiste des travailleurs allemands en janvier 1933 jusqu'à la fin de la Seconde Guerre mondiale, en mai 1945.

## Sous la république de Weimar
Jusqu'en 1930, la hiérarchie épiscopale s'exprime peu sur le mouvement nazi en expansion. Peu à peu, la contagion des esprits par le néopaganisme nazi et les succès électoraux du NSDAP à partir de 1930 font apparaître l'urgence du danger aux yeux des catholiques.
Les évêques, par la voix de la Conférence épiscopale de Fulda, sont alors amenés à prendre officiellement position en déclarant qu'on ne peut être à la fois catholique et nazi (1931).

## Les catholiques dans l'Allemagne de 1930
Dans le courant des années 1870, un conflit, le Kulturkampf, avait opposé les catholiques au chancelier Otto von Bismarck qui présentait les catholiques comme un corps étranger à la nation allemande. À partir de 1880, le conflit s'était apaisé, mais les catholiques allemands, minoritaires dans un pays à majorité protestante, en ont gardé une sorte de complexe d'infériorité qui les pousse à prouver sans cesse qu'ils sont de bons et loyaux patriotes allemands.
Dans l'Allemagne de l'après-guerre, vaincue et humiliée, les catholiques et en particulier les mouvements de jeunesse participent à la montée du nationalisme et se plaisent à rêver d'un Empire allemand (Reich) dans lequel les principes chrétiens occuperaient une place importante.

## Les catholiques allemands et la montée du nazisme
Aux prêtres engagés dans l'aventure hitlérienne, la hiérarchie conseille de se montrer prudents.
Interrogé par les journalistes catalans Eugenio Xammar et Josep Pla dans la journée du 8 novembre 1923 précédant le Putsch de la Brasserie, Adolf Hitler fait grief à Gustav von Kahr d'être trop timide dans le domaine des mesures anti-juives et attribue cette attitude au catholicisme de von Kahr, à la position du Vatican et à la « conspiration catholico-juive ».

## La conférence épiscopale de Fulda
Le 5 mars 1931, une déclaration signée des six évêques de la province de Cologne assimile les erreurs du national-socialisme à celles de l'Action française (voir aussi Antijudaïsme dans la période contemporaine). Les évêques de Cologne ne soulèvent pas la question des conséquences pour un catholique d'adhérer au NSDAP.
Les évêques allemands avaient l'habitude de se réunir régulièrement dans la petite ville de Fulda. La conférence de Fulda d'août 1931 n'adopte pas un amendement qui propose d'étendre au parti nazi une directive de 1921 qui interdisait au catholique l'adhésion à des organisations qui poursuivaient des objectifs hostiles au christianisme : socialisme, franc-maçonnerie ou tout autre mouvement. La conférence de Fulda d'août 1931 adopte le texte suivant qui prend position contre le nazisme et déclare : « La lutte contre l'extrémisme, c'est-à-dire aussi bien contre l'extrémisme nationaliste que contre le socialisme et le communisme, doit être menée avec les données de la foi… ».

## Contre-propositions catholiques
Parallèlement à la prise de position des évêques, les représentants de toutes les grandes organisations catholiques se réunissent sous les auspices du VKD pour discuter des moyens d'endiguer la marée brune.
Les résultats des délibérations, publiés en 1931 reflètent une sorte de surenchère au nationalisme : le souhait est émis de créer un vaste mouvement populaire qui appuierait la campagne menée pour libérer le pays des chaînes du traité de Versailles, qui placerait les valeurs éducatives et nationales au centre des activités éducatives, qui accorderait plus d'attention aux minorités allemandes d'Europe centrale. Il est également noté que le peuple allemand doit se libérer de son asservissement « à la ploutocratie et au capitalisme financier ». Guenter Lewy note : « Il semble que ces dirigeants catholiques n'aient pas songé un seul instant qu'ils essayaient d'exorciser le démon avec l'aide de Belzébuth ».
Le monde catholique allemand n'est pas uniforme, et il a existé en son sein des critiques totales du nazisme, mais la majorité des polémistes catholiques dirigent leurs coups contre le communisme. La plupart des critiques catholiques voient dans le nazisme un fond sain, celui du nationalisme et de l'antibolchevisme, perverti par des éléments antichrétiens. Ils regrettent qu'il ait pris le caractère d'une philosophie de la vie, d'une Weltanschauung au lieu de rester un mouvement patriotique. La menace contre la démocratie n'inquiète pas vraiment les prélats catholiques qui sont souvent restés hostiles à la République de Weimar. L'opposition du parti nazi aux écoles confessionnelles inquiète davantage l'Église que la menace dictatoriale.

## Interdiction des prêtres bavarois de participer
Les évêques bavarois, réunis à Freising le 12 février 1931, interdisent aux prêtres de prendre part au mouvement nazi, interdisent la présence de formations national-socialistes en uniforme dans les offices et mettent en garde les fidèles contre le national-socialisme « aussi longtemps qu'il adhérera […] à un programme religieux et culturel incompatible avec la doctrine catholique ».

## Prise du pouvoir par Hitler
Entre 1928 et 1931, le Parti du centre catholique qui est la charnière des majorités parlementaires de la République de Weimar bascule du côté de son aile droite. Ludwig Kaas, un ecclésiastique, est élu à la tête du parti. Avec son aide, Heinrich Brüning devient chef du groupe parlementaire et sa nomination comme chancelier en 1930 signifie la dislocation de la grande coalition qui en réunissant avec le Parti du Centre les sociaux-démocrates et le parti du Peuple qui avait formé l'ossature de la République de Weimar. Brüning qui déclare être responsable devant la Nation davantage que devant le Parlement gouverne souvent par décret et conformément à la stratégie catholique, mène une politique étrangère nationaliste pour ne pas laisser ce terrain aux seuls nazis. Aux élections de juillet 1932, ces derniers obtiennent 37,4 % des voix. Le Parti du Centre et son allié bavarois en obtiennent 15 %, soit 13 millions de voix, ce qui n'est pas un mauvais score, mais on estime que 2 millions de catholiques ont quand même voté pour les nazis.
Personnellement, Hitler se moque du christianisme plus encore que Rosenberg. Il préférera encourager l'établissement d'une mythologie encore assez vague de la « germanité ». « J'ai toujours dit à Rosenberg qu'on ne s'attaque ni aux soutanes, ni aux jupons », déclare Hitler au financier Schacht selon Schacht lui-même.

## Le concordat du 20 juillet 1933
Le pape Pie XI mène une politique très active de négociation et de signature de concordats ; dix-huit seront signés au cours de son pontificat. Il en négocie avec tous types de régimes : autoritaires, démocratiques, socialistes (comme l'URSS) ou fascistes (comme l'Italie), en parvenant souvent à un accord.
Du concordat, Pie XII dira plus tard qu'il avait été signé « en dépit de nombreuses et graves considérations » afin d'« épargner à Nos fidèles fils et filles d'Allemagne, dans la mesure des possibilités humaines, les angoisses et les souffrances que dans l'autre hypothèse les circonstances du temps faisaient prévoir avec pleine certitude » et afin de ne pas refuser de « tendre la main pacifique et maternelle de l'Église à quiconque ne la repousse pas » (introduction de l'encyclique Mit brennender Sorge condamnant l'attitude du gouvernement nazi et son idéologie).
Autour du concordat s'articule ce que Guenter Lewy a appelé la « grande réconciliation » des catholiques et des nazis.
Une lettre envoyée par la conférence épiscopale tenue à Fulda émet bien une petite réserve en forme de souhait que l'État, prenant exemple sur l'Église « ne limiterait la liberté humaine que dans la mesure où l'exigerait le bien commun », mais finalement, les évêques se réjouissent des efforts des nouvelles autorités pour libérer le peuple allemand :

« Après des années de servitude… la nation allemande doit de nouveau avoir, dans la famille des nations la liberté et la place d'honneur qui lui sont dues, à cause de son importance numérique, de ces capacités et de ses réalisations culturelles… »

Ainsi, les évêques catholiques, pris en corps constitué, ne réagissent pas à l'instauration d'un régime à parti unique, ils parlent d'un renouveau moral au moment où se déchaîne la terreur brune. À cette époque, il est vrai, les églises protestantes, la plupart des intellectuels, et bien des gens à l'étranger ne montrent pas plus de flair politique.

## Premières années du pouvoir nazi (1933-1938)
Les motifs de conflits apparaissent dès l'année 1933 où la terreur à laquelle sont soumis tous les ennemis des nazis et opposants potentiels n'épargnent pas les prêtres, nombreux à être arrêtés. À Munich, pour stopper l'arrestation de prêtres, le délégué spécial SA exige à la fois la réhabilitation d'un prêtre suspendu pour avoir publié un article pro-nazi et la destitution du Dr Emil Mulher, antinazi qui est à la tête de l'action catholique. Le cardinal Faulhaber cède sur les deux points.
Au lendemain de cet accord surviennent les évènements du 30 juin connus sous le nom de nuit des Longs Couteaux et qui ne sont pas seulement un règlement de comptes contre le chef des S.A. Ernst Röhm, chef des SA. Des personnalités catholiques sont assassinées : Erich Klausener, chef de l'Action Catholique de Berlin, Adalbert Probst, chef de l'organisation sportive catholique, Kuno Kamphausen, ancien membre du Zentrum, E. J. Jung, avocat munichois qui œuvrait à la destitution du nouveau chancelier et voulait rétablir un Reich chrétien et fédéral, Fritz Gerlich, calviniste converti au catholicisme, dont le journal était en possession de documents compromettants pour les nazis.
Tout au long des incessantes négociations entre l'Église allemande et le pouvoir, la position de l'Église peut se formuler ainsi : « Les dirigeants des associations catholiques servent le peuple allemand et la patrie avec courage, abnégation et fidélité, ils refusent toute conduite subversive, s'abstiennent de toute activité politique, se montrent résolus à repousser les avances que pourraient tenter les communistes. Les catholiques ne fomentent pas de révoltes et n'offrent pas de résistance violente »
En 1935, le théologien Erik Peterson, récemment converti au catholicisme, publie l'étude « Le monothéisme comme problème politique », dans laquelle il s'oppose à la théologie politique de Carl Schmitt, devenu à cette époque le principal porte-parole d'une sorte de nazisme théologique.

### Mit Brennender Sorge

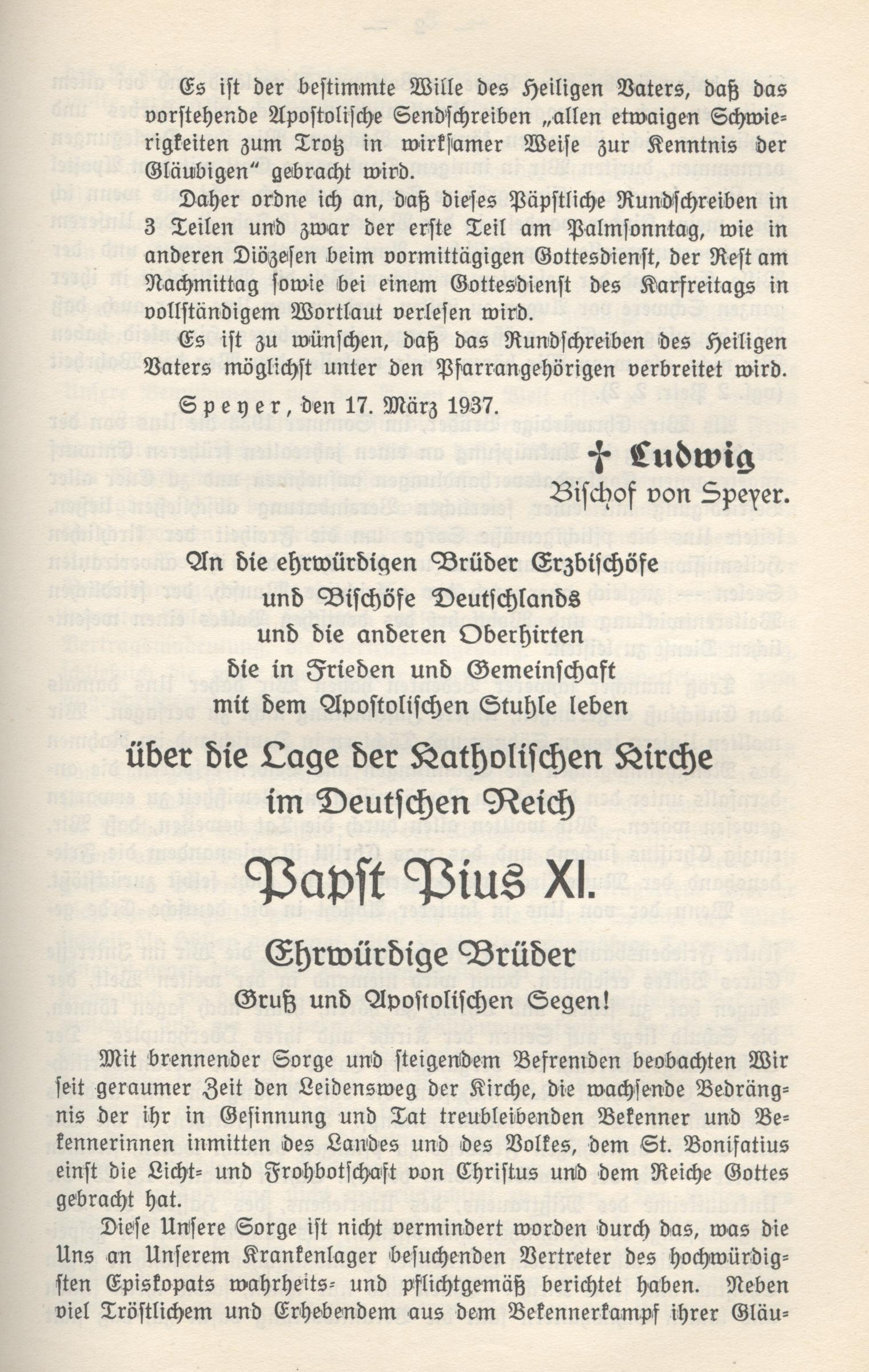
Texte de l'encyclique Mit brennender Sorge, publié le 17 mars 1937 par Ludwig Sebastian, évêque de Spire.

La croyance en un Dieu national, le rejet de l'Ancien Testament et l'établissement d'une église nationale sont désignés comme des erreurs, le Dieu chrétien ne peut pas être emprisonné « dans les frontières d'un peuple particulier, dans les origines d'une race particulière ». Le texte condamne essentiellement le néopaganisme, le mythe du "Sang et de la Race", le culte du chef et le déni de liberté religieuse. Écrire que les lois humaines contraires à la loi naturelle ne sont pas « obligatoires en conscience » a évidemment été considéré comme une attaque contre le régime, mais le totalitarisme politique et social n'est pas explicitement condamné. Pacelli s'en expliquera plus tard avec le gouvernement allemand : « Le Saint-Siège entretient des rapports amicaux, corrects ou au moins passables avec des États possédant diverses formes et orientations constitutionnelles… En ce qui concerne l'Allemagne, il est constamment demeuré fidèle à ce principe et entend continuer à l'être »
Pie XI souligne que « Nous ne souhaitions, ni Nous rendre coupable, par un silence inopportun, de n'avoir point clarifié la situation, ni endurcir par une excessive sévérité le cœur de ceux qui sont placés sous Notre responsabilité pastorale, bien qu'actuellement, ils s'éloignent de nous… ». C'est qu'effectivement, la propagande anticatholique menée par les nazis obtient des résultats. Les défections, si elles ne sont pas catastrophiques sont quand même substantielles.
En avril 1938, La Sacrée congrégation des séminaires et universités publie à la demande de Pie XI un Syllabus condamnant les théories racistes qui est adressé aux établissements catholiques du monde entier. Philippe Chenaux qui fait référence au syllabus ne précise pas comment il a été diffusé en Allemagne
| Années | Abandons | Retours |
| ------ | -------- | ------- |
| 1933   | 31 987   | 13 407  |
| 1934   | 27 376   | 9 872   |
| 1935   | 3 347    | 6 569   |
| 1936   | 46 687   | 5 039   |
| 1937   | 108 054  | 3 897   |
| 1938   | 88 715   | 3 811   |
| 1939   | 88 335   | 3 596   |
| 1940   | 51 799   | 3 196   |
| 1941   | 52 560   | 2 932   |
| 1942   | 38 367   | 3 580   |

## Avant et pendant la guerre
« Nous exhortons les catholiques à faire leur devoir de soldats et à tout sacrifier d'eux-mêmes, en obéissance au Führer. Nous faisons appel aux fidèles pour qu'ils prient ardemment la divine Providence afin qu'elle conduise la patrie et le peuple à un bienheureux succès et à la paix ».
Le 30 septembre, les évêques obéissent à l'injonction du ministre des Affaires Ecclésiastiques de faire sonner les cloches pendant sept jours pour célébrer la victoire sur la Pologne. Au même moment Radio Vatican et l'Osservatore Romano diffusent dans le monde entier des informations sur les atrocités commises par les Allemands en Pologne.
Cette lettre est suivie des deux sermons de l’évêque de Munster, von Galen, du 6 juillet et du 3 août contre la politique eugéniste du pouvoir.
Cependant, le même Galen exprime à plusieurs reprises son espoir en une victoire allemande.
En 1942, Adolf Hitler déclare selon les Libres propos :

« Si, à Poitiers, Charles Martel avait été battu, le monde aurait changé de face. Puisque le monde était déjà condamné à l'influence judaïque (et à son sous-produit le christianisme, une chose si insipide), il aurait mieux valu que l'islam triomphe. Cette religion récompense l'héroïsme, promet au guerrier les joies du septième ciel. Animé d'un esprit semblable, les Germains auraient conquis le monde. Ils en ont été empêchés par le christianisme. »

À partir de 1943, de nombreux fonctionnaires allemands consignent dans leurs rapports la tiédeur de l'Église et se plaignent que l'Église ne prie plus pour la victoire, mais seulement pour une paix prochaine.
La question des aumôniers militaires avait été une pierre d'achoppement au moment de la signature du concordat de 1933. Les nazis étaient a priori peu favorables à la présence de l'Église dans l'armée, et l'Église entendait bien que les aumôniers conservent une indépendance vis-à-vis de la hiérarchie militaire. À l'approche de la guerre, les nazis se montrent plus conciliants. En novembre 1936, au cours d'un entretien, Hitler avait déclare au cardinal von Faulhaber : « Un homme n'existe pas s'il ne croit pas en Dieu. Un soldat qui subit un bombardement intense pendant quatre jours a besoin de croire en Dieu ». Ce n'est qu'en février 1938 qu'intervient la nomination d'un Aumônier général de l'armée qui doit, selon le concordat, faire l'objet d'un accord mutuel. À leur corps défendant, les évêques ont dû accepter le nom de Franz Josef Rarkowski et lui donner rang d'évêque. Rarkowski faisait déjà fonction de chef de l'aumônerie militaire depuis 1929 et il affichait des opinions très proches de celles des nazis. Les évêques le considéraient comme un arriviste d'un niveau intellectuel inférieur au leur.
Lors de son incorporation, tout soldat doit prononcer un serment d'allégeance à Hitler : « Je jure solennellement devant Dieu d'obéir inconditionnellement au Führer du Reich et du peuple allemand Adolf Hitler ». Selon la doctrine catholique, que soutenaient les évêques, un serment ne peut pas justifier ce qui est par ailleurs moralement condamnable, et un chrétien se trouve délié de son serment si ce dernier entre en conflit avec ce qui est dû à Dieu. Dans ses lettres pastorales, Rarkowski maintient une position toute différente selon laquelle le soldat catholique est tenu par son serment. Dans une de ces lettres, Rarkowski admet que la lutte contre l'Untermenschen (sous-homme) bolchevique soumet l'âme du soldat allemand à de sévères épreuves, et demande aux combattants de se préserver de toute perversion et de toute dégradation. Ces restrictions mentales n'ont pas cours lors des offices divins célébrés dans les camps militaires où la soumission au Führer est considérée comme un devoir sacré.
Dans tout le Reich allemand, seuls sept catholiques refusent de servir militairement leur pays. Six sont exécutés et le septième est déclaré fou. Parmi les six exécutés, il y a un prêtre, Franz Reinisch. L'aumônier de la prison lui refuse la communion sous le prétexte qu'il a violé son devoir de chrétien en refusant de prêter le serment d'allégeance à Hitler.

## Question de l'eugénisme
Une politique eugénique a été prônée par les nazis dès les années 1920 : « Si chaque année, l'Allemagne avait un million d'enfants et en éliminait sept ou huit cent mille parmi les plus faibles, le résultat final serait probablement un accroissement de notre force nationale ».
Dans la pratique, cette attitude relativement claire soulève un certain nombre de problèmes : par exemple, quelle doit être l'attitude des confesseurs face à des fonctionnaires ayant participé à l'application de la loi ? Les évêques apportent à ces questions une réponse moins claire que ne l'aurait souhaité le Vatican. Une laborieuse casuistique octroie le droit de signaler aux autorités les malades devant être stérilisés aux médecins catholiques et aux employés des services sociaux qui peuvent ainsi garder leur emploi. Par contre, établir un dossier demandant la stérilisation de quelqu'un est un acte de « collaboration formelle », réprouvé. En 1940, le Saint-Office tolère la participation d'infirmiers à des opérations de stérilisation s'ils sont menacés de perdre leur emploi et si un autre infirmier le ferait s'ils ne le faisaient pas.
Finalement, ce n'est qu'au sujet de l'eugénisme que l'Église catholique d'Allemagne parvient à faire reculer le pouvoir nazi. En tout, on dénombrera trois à quatre fois plus de prêtres catholiques envoyés en camp de concentration que de pasteurs protestants, alors que ces derniers étaient à l'époque trois fois plus nombreux que les prêtres.

## Persécution et extermination des Juifs
À la différence de l'antisémitisme racial nazi qui catégorise les êtres humains en peuples supérieurs et en peuples inférieurs, l'antijudaïsme catholique traditionnel repose sur certaines conceptions théologiques élaborées dans les trois premiers siècles du christianisme. Les églises chrétiennes ont généralement toujours accepté des juifs convertis sans tenir compte de leur origine raciale. Dans les années 1870, aiguillonnée par le fait que nombre de juifs connus participaient au mouvement anticatholique du kulturkampf, le Parti du Centre, catholique avait lancé une vigoureuse campagne antisémite au cours de l'été 1875. De cette époque, les catholiques allemands conservent une hostilité vis-à-vis du Libéralisme juif mais ils ne cultivent pas l'antisémitisme racial, tel qu'il a pu se développer chez des catholiques autrichiens comme Karl Lueger et qui sera l'un des fondements de l'idéologie nazie. Karl Marx étant d'ascendance juive tout comme le révolutionnaire communiste Karl Liebknecht, l'hostilité viscérale de l'Église vis-à-vis du communisme a pu rejaillir également sur les juifs. Ainsi, dans le Handbuch de Gröber publié en 1937, le marxisme est-il défini comme « le socialisme matérialiste fondé, à l'origine, par le juif Karl Marx », et le bolchevisme comme « un despotisme d'État, asiate, en réalité au service d'un groupe de terroristes menés par les Juifs ».
L'antisémitisme raciste est un élément de la doctrine nazie qui ne cesse de s'affirmer entre 1920 et 1945. Selon Raul Hilberg, une fois que les nazis sont au pouvoir, à partir de 1933, ils vont mener de 1933 à 1940 une politique de persécution des juifs visant plus ou moins à les inciter à l'émigration, et une politique d'annihilation, de 1941 à 1945.
De 1920 à 1933, les catholiques, clercs ou laïcs qui luttent contre la montée de l'antisémitisme sont très peu nombreux. Une association comme le Verein für die Abwehr der Antisemitismus qui regroupe chrétiens et juifs pour lutter contre l'antisémitisme ne compte que deux prêtres catholiques dans son comité de patronage. Si les évêques allemands dénoncent dans la doctrine nazie la glorification de la race et du sang, ils ne s'expriment pratiquement pas sur la propagande antisémite et les violences qu'elle engendre.
Le 2 avril 1928, le Saint Office publie un décret dans lequel il condamne l'antisémitisme, défini comme « haine contre le peuple de Dieu », et renouvelle la volonté du Saint Siège de protéger le peuple juif contre l'« oppression injuste » :

« …comme il réprouve toutes les haines et les animosités entre les peuples, le Saint-Siège condamne résolument la haine contre un peuple déjà élu par Dieu, haine qu'aujourd'hui on désigne communément sous le nom d' "antisémitisme". »

À partir de 1933, les violences physiques auxquelles les SA se livraient sur les juifs cèdent peu à peu le pas à des mesures plus bureaucratiques: des lois d'exclusion interdisent aux juifs d'exercer un emploi dans la fonction publique et dans un certain nombre de professions parapubliques et culturelles. En septembre 1935, les lois de Nuremberg interdisent les mariages entre juifs et Aryens. Dans les années qui suivent, une série de mesures visent à exproprier les juifs et à les spolier de plus en plus durement.
Pendant cette période, de 1933 à 1939, certains évêques catholiques se montrent complaisants vis-à-vis des valeurs de la race. on peut ainsi lire dans le Handbuch de Gröber : « Chaque peuple est en lui-même responsable de la réussite de son existence, et l'apport d'un sang totalement étranger représentera toujours un risque pour la nation qui a prouvé sa valeur historique. C'est pourquoi, on ne peut refuser à aucun peuple le droit de maintenir la pureté de son origine raciale et de prendre des garanties dans ce but. La religion chrétienne demande simplement que les moyens utilisés ne pêchent pas contre la loi morale et la justice naturelle ».
Au cours de l'été 1934, un journal social-démocrate de Prague publie le texte d'un sermon contre la haine raciale attribué au cardinal Faulhaber qui ne l'avait en fait jamais prononcé. Dans une mise au point, le secrétaire du cardinal expliquait que dans ses sermons prononcés à l'occasion de l'Avent, « le Cardinal avait défendu l'Ancien Testament des Enfants d'Israël, mais n'avait pas pris position en ce qui concerne l'actuelle question juive ». C'est qu'en effet l'Église prend des positions relativement fermes concernant la fidélité à l'Ancien Testament c'est-à-dire la Bible des juifs, que des nazis comme Rosenberg attaquent violemment. Elle est ferme également sur la « non-aryanité » du Christ, mais elle ne fait pas de la défense des Juifs opprimés un cheval de bataille.
La question des juifs convertis et des Mischlinge catholiques sera la source de conflits récurrents entre l'Église catholique et le pouvoir. Mischlinge est le nom donné à ceux que les nazis considèrent d'un point de vue racial comme des « demi-juifs » ou « quart-juifs ». D'après un recensement de 1939, il y a environ 72 000 Mischlinge au premier degré (2 grands-parents juifs) et quelque 39 000 Mischlinge au second degré (un seul grand-parent juif).
Le 1er septembre 1941, le port de l'étoile juive qui était déjà en vigueur en Pologne devient obligatoire en Allemagne. Cette mesure concerne aussi les Juifs convertis au catholicisme après 1935. Les non-Aryens mariés à un conjoint aryen sont dispensés du port de l'étoile. Faut-il prévoir dans les églises des bancs spéciaux pour les juifs ? Dans une lettre à ses confrères datée du 17 septembre, le cardinal Bertram conseille d'éviter les « mesures précipitées qui pourraient blesser les juifs ».
Les déportations massives de Juifs allemands vers l'est commencent le 15 octobre 1941. Les catholiques non-aryens ne sont pas épargnés, contrairement à de vagues promesses qui avaient été faites. Les évêques interviennent encore pour que des prêtres et des religieuses non-aryens puissent se porter volontaires pour accompagner les déportés pour célébrer des offices et faire le catéchisme aux enfants. Mais bien vite, des informations sur le sort qui attend les Juifs déportés remontent jusqu'aux évêques en même temps que les soldats qui reviennent du front russe racontent les atrocités dont ils ont été témoins : des civils juifs sont tués par milliers à la mitrailleuse. En août 1942, un officier nazi, Kurt Gerstein tente d'alerter le nonce apostolique, Orsenigo sur les faits dont il a été témoin dans les premiers camps d'extermination. Comme le nonce refuse de le recevoir, il raconte son histoire au conseiller juridique de Preysing, évêque de Berlin.
En 1942, on trouve encore dans le Reich plus de 150 000 Mischlinge ou non-Aryens mariés à des Aryens, qui ne sont pas tenus de porter l'étoile jaune, mais en mars, il est décidé que les mariages interraciaux doivent être dissous. Au nom des évêques allemands, Bertram proteste auprès du ministère des Affaires ecclésiastique. En février 1943, la Gestapo s'empare à Berlin de plusieurs milliers de Juifs catholiques mariés à des Aryennes. Les épouses aryennes suivent leurs maris jusqu'à leur lieu de détention et les réclament en hurlant pendant des heures. La Gestapo cède. En cas de promulgation du décret cassant les mariages interraciaux, les évêques avaient prévu de faire lire une déclaration dans toutes les églises pour rappeler l'indissolubilité du mariage. Le décret est finalement ajourné. Au cours de toutes les interventions qu'ils font auprès des autorités pour protéger les juifs chrétiens et les Mischlinge, les évêques n'abordent pas le sujet des juifs non-chrétiens. Ils font bien quelques déclarations contestant les injustices dont sont victimes les races étrangères, mais ces déclarations sont conçues dans un langage très général. De même, il n'y a en Allemagne qu'une poignée de Juifs cachés par le clergé.

## Accommodements et résistances
Cet accommodement a pu être taxé de « capitulation ». Aucun élément ne permet d'imputer cette attitude aux seuls évêques : Comme le note Lewy, aucun dirigeant, qu'il soit laïc ou ecclésiastique ne peut à la fois s'opposer longtemps aux valeurs, aux modes de pensée adoptés par le groupe qu'il dirige et s'attendre à conserver son poste de direction et son influence et il cite à ce propos Carl Amery « La capitulation fut non pas le fait de évêques, des prélats du parti du Centre ou des Monsignori, mais le fait du juste milieu du catholicisme allemand »
L'épiscopat allemand a fait au cours de la guerre des déclarations critiquant les injustices dont les races étrangères sont victimes. Ainsi, en décembre 1942, Joseph Frings, nouvel archevêque de Cologne rappelle dans une lettre pastorale que tous les hommes ont droit à la vie, à la liberté, à la propriété et au mariage et il souligne que ces droits ne peuvent être refusés « à ceux qui ne sont pas de notre sang ». D'autres déclarations similaires sont faites mais ces déclarations conçues en termes très généraux n'ont guère d'impact sur le programme d'extermination des juifs perpétré par un Reich Grand Allemand qui, avec l'annexion de l'Autriche et de la Bohème-Moravie, est constitué d'une population dont 43,1 % est de confession catholique. Au sein même des SS, le pourcentage des catholiques est de 22,7 %.
Malgré la répression féroce qui s'exerçait sur les opposants, il y a eu une Résistance allemande au nazisme, au sein de laquelle on compte beaucoup de catholiques. Guenter Lewy note que non seulement les évêques n'ont jamais encouragé la Résistance, mais ils l'ont toujours condamnée. Jusqu'à la chute du nazisme, ils clament que le gouvernement du Führer Hitler est l'autorité légitime auquel chacun doit obéissance.
| Nationalité | Nombre total | Relâchés pendant leur détention au camp | Transférés dans d'autres camps ou devant les tribunaux | Libérés le 29/4/45 | Décédés |
| ----------- | ------------ | --------------------------------------- | ------------------------------------------------------ | ------------------ | ------- |
| Belges      | 46           | 1                                       | 3                                                      | 33                 | 9       |
| Allemands   | 447          | 208                                     | 100                                                    | 45                 | 94      |
| Français    | 156          | 5                                       | 4                                                      | 137                | 10      |
| Hollandais  | 63           | 10                                      | 0                                                      | 36                 | 17      |
| Italiens    | 28           | 0                                       | 1                                                      | 26                 | 1       |
| Polonais    | 1780         | 78                                      | 4                                                      | 830                | 868     |
| Yougoslaves | 50           | 2                                       | 6                                                      | 38                 | 4       |
| Tchèques    | 109          | 1                                       | 10                                                     | 74                 | 24      |
| Total       | 2720         | 314                                     | 132                                                    | 1240               | 1034    |

Statistiques établies d'après les documents trouvés au camp. Les Autrichiens sont comptés comme Allemands.
Catholiques 2579, Protestants, 109, Orthodoxes grecs 22

### Sources de l'article
L'essentiel des informations contenues dans cet article sont tirées du livre de Guenter Lewy The Catholic Church and Nazi Germany, Mc Graw-Hill Book Company, New York, 1964, réédité en 2000 chez Da Capo Press  (ISBN 978-0306809316) ; traduit en français sous le titre L'Église catholique et l'Allemagne nazie, chez Stock, en 1965.